# Ludwik Ziemblic
Ludwik Ziemblic (pierwsze nazwisko Bogusz) (ur. 21 sierpnia 1895 w Krakowie, zm. 2 listopada 1987 w Zakopanem) – polski taternik i alpinista, przewodnik turystyczny i ratownik górski, aktor, z wykształcenia inżynier rolnik.

## Życiorys
Ludwik Ziemblic wspinał się od młodych lat. W 1913 roku wraz z kolegą Franciszkiem Żurkiem dokonał wejścia na Maczugę Herkulesa w Pieskowej Skale, a rok później, podczas pobytu w Szwajcarii wszedł na Mont Blanc.
Podczas I wojny światowej walczył początkowo w Legionach Piłsudskiego (był ranny w bitwie pod Łowczówkiem w 1914 roku). Następnie, w latach 1915–1916, w armii austriackiej brał udział w walkach na froncie włoskim w Alpach, gdzie został ranny i przysypany lawiną śnieżną. Po zakończeniu wojny, w latach 1918–1920 służył w Wojsku Polskim i wziął udział w walkach z bolszewikami.
W okresie międzywojennym wspinał się w Alpach i Dolomitach oraz wędrował zimą po rumuńskich Górach Rodniańskich. W latach 1932–1939 brał udział w budowie schroniska AZS pod Smotrcem w Czarnohorze, które następnie prowadził; zajęcie to łączył z pracą w polskim wywiadzie. Okres II wojny światowej spędził na Węgrzech, by później powrócić do Zakopanego.
Od 1945 roku Ludwik Ziemblic był gospodarzem restauracji na Kasprowym Wierchu, a od 1951 roku kierował schroniskiem PTTK na Markowych Szczawinach pod Babią Górą. Do Zakopanego powrócił w 1953 roku. W międzyczasie uzyskał uprawnienia ratownika górskiego (1946) oraz przewodnika tatrzańskiego (1951). Powrócił także do wspinaczki. Razem z Pawłem Voglem w latach 1947–1949 dokonał zimowych przejść: południowej ściany Zamarłej Turni oraz zachodniej i wschodniej ściany Kościelca. Był również członkiem Sekcji Taternictwa Jaskiniowego przy zakopiańskim oddziale PTTK, w ramach której w 1953 roku eksplorował Jaskinię Zimną w Dolinie Kościeliskiej. Jako instruktor przewodnictwa i taternictwa długo zachowywał sprawność fizyczną – w swe 75. urodziny przeszedł ścianę Zamarłej Turni. Był honorowym członkiem Koła Przewodników Tatrzańskich w Zakopanem.
Po śmierci został pochowany na cmentarzu Rakowickim w Krakowie (pas LA-zach.). Grób symboliczny znajduje się na Nowym Cmentarzu w Zakopanem.

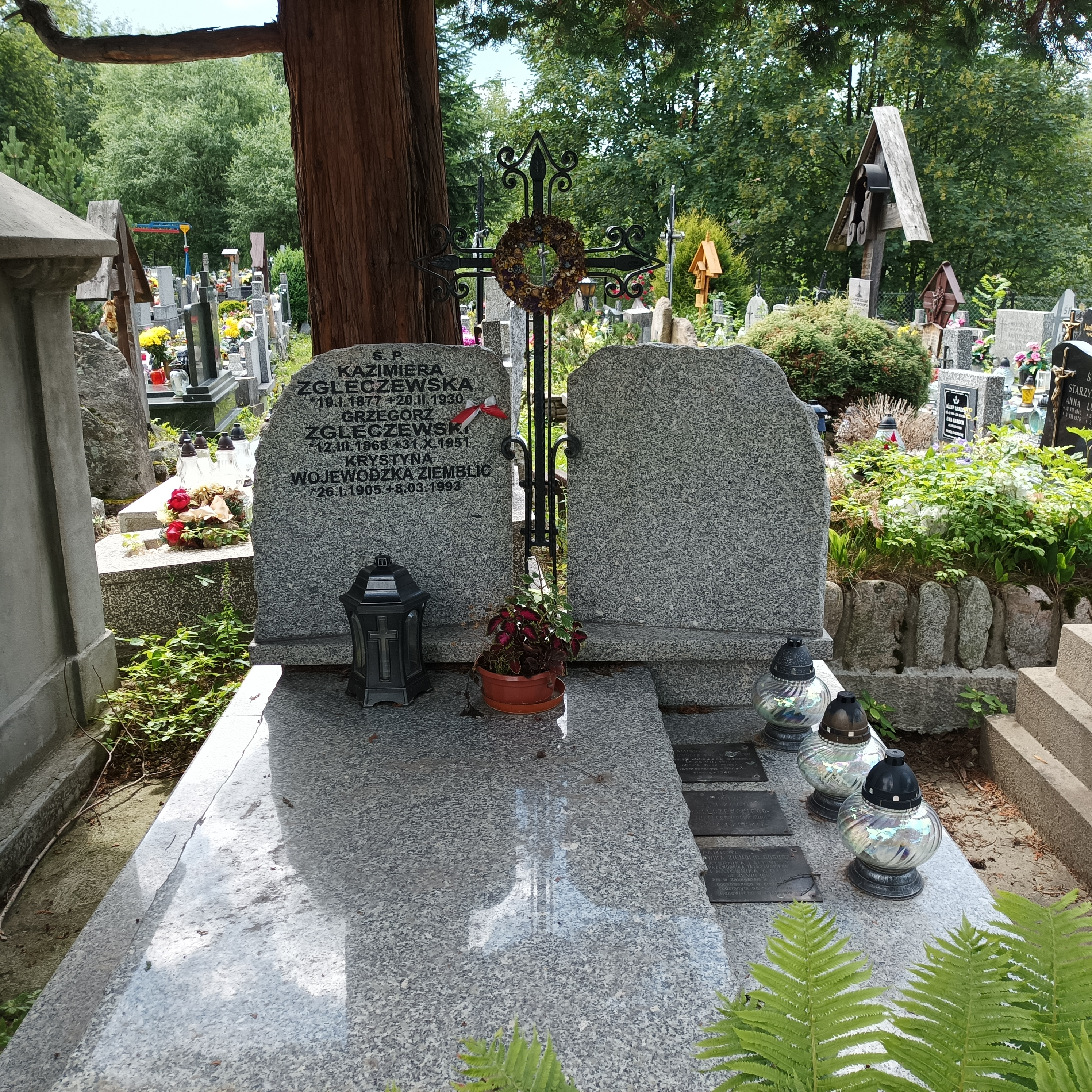
Grób symboliczny Ludwika Ziemblica w Zakopanem

## Filmografia
- Błękitny krzyż (reż. Andrzej Munk 1955) – doktor Juraj,
- Na białym szlaku (reż. Jarosław Brzozowski, Andrzej Wróbel 1962) – radiotelegrafista Nils,
- Czarci żleb (reż. Tadeusz Kański, Aldo Vergano 1949) – konsultacja,
- Mandrin, Le bandit gentilhomme (reż. Jean-Paul Le Chanois 1962) – konsultacja.